# Nick Talent
Nick Talent ist eine Casting-Show des deutschen Nickelodeon-Senders, die 2007, 2010 und 2011 ausgestrahlt wurde. Gesucht wurden bei Nick Talent Sänger bzw. Sängerinnen.

## NICK Talent 2007
Ab dem 1. April 2007 zeigte Nick die Sendung Nick Talent jeden Sonntag um 17:20 Uhr. Moderiert wurde die Sendung von Bürger Lars Dietrich und Nela Panghy-Lee. Gesucht wurden 10 Talente, im Alter zwischen 6 und 13 Jahren, die dann in der Sendung auftraten.
In der Jury saßen die Sänger Bobby, Steffy, Cat und Vito der mittlerweile aufgelösten Pop-Band Banaroo. Die Gewinnerin der Show war Naomi. Sie nahm zusammen mit Banaroo die Single I’ll Fly Away auf und durfte am Musikvideo teilnehmen. Die Folgen wurden vom 1. April 2007 bis Mai 2007 ausgestrahlt. Am 30. März 2008 zeigte Nick dann nochmal ein Best of vom Nick Talent, ab 20:15 Uhr.

## Das Haus Anubis rockt Nick Talent 2010
Nachdem es drei Jahre kein Nick Talent gab, kehrte die Sendung zu Nickelodeon unter dem Namen Das Haus Anubis rockt Nick Talent 2010 zurück. In der Jury saßen Hadnet Tesfai, Volker Neumüller und Frank Ziegler. Gesucht hatte man ab dem 22. September 2010 nach 18 Talenten, die in der Show auftraten und zwischen 10 und 15 Jahre alt waren.
Das Siegerduo durfte zusammen mit Kristina Dumitru, Alicia Endemann, Féréba Koné und Marc Dumitru einen Song aufnehmen. Diese genannten Darsteller unterstützten die Teilnehmer auch gleichzeitig als Coach. Die bis November 2010 aufgezeichneten Casting-Shows wurden zwischen dem 10. Dezember 2010 und dem 8. Januar 2011 als achtteilige Sendung ausgestrahlt. Die Gewinner waren Jo Marie Dominiak und Max Ronig.